# 曼殊院
曼殊院（まんしゅいん）是位在日本京都府京都市左京區的天台宗寺院。本尊阿彌陀如來、開基（創立者）為最澄。也被稱作「竹之內御殿」、「竹之內門跡」，和青蓮院、三千院、妙法院、毘沙門堂並稱天台五門跡。

## 關連項目
- 曼珠沙華
- 圓光寺（日语：円光寺）

## 外部連結
- 曼殊院門跡 （页面存档备份，存于）